# Перила

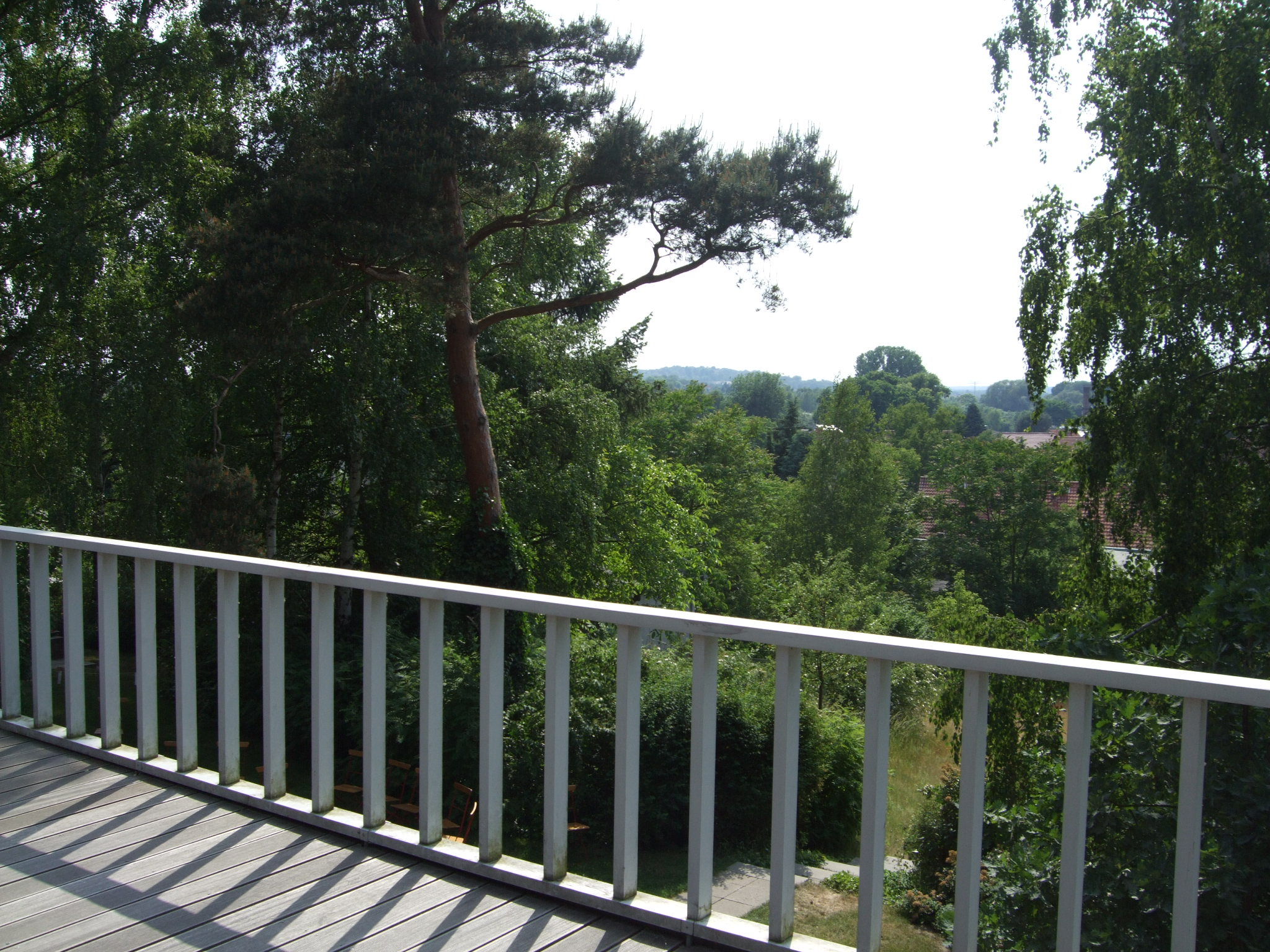

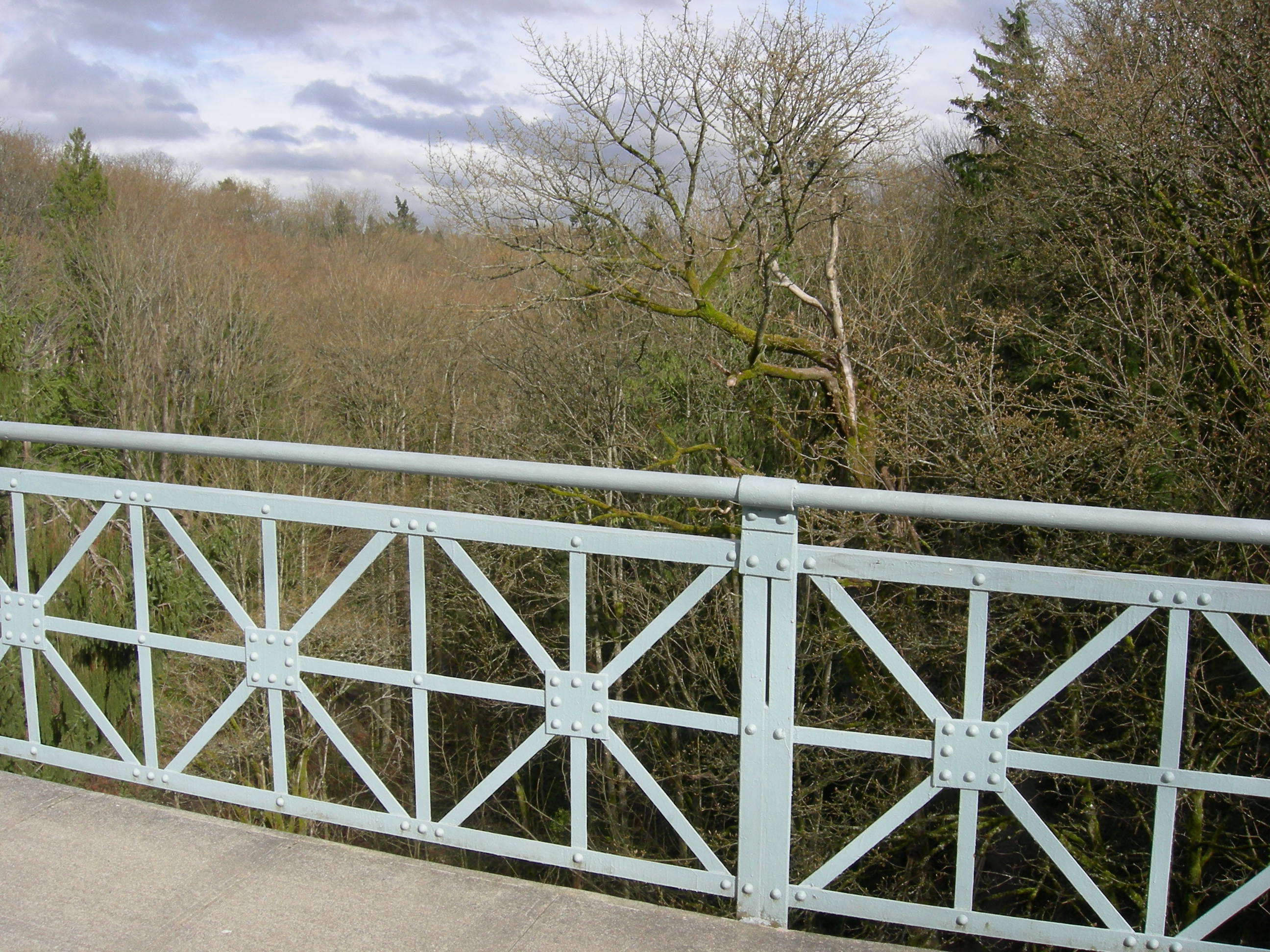

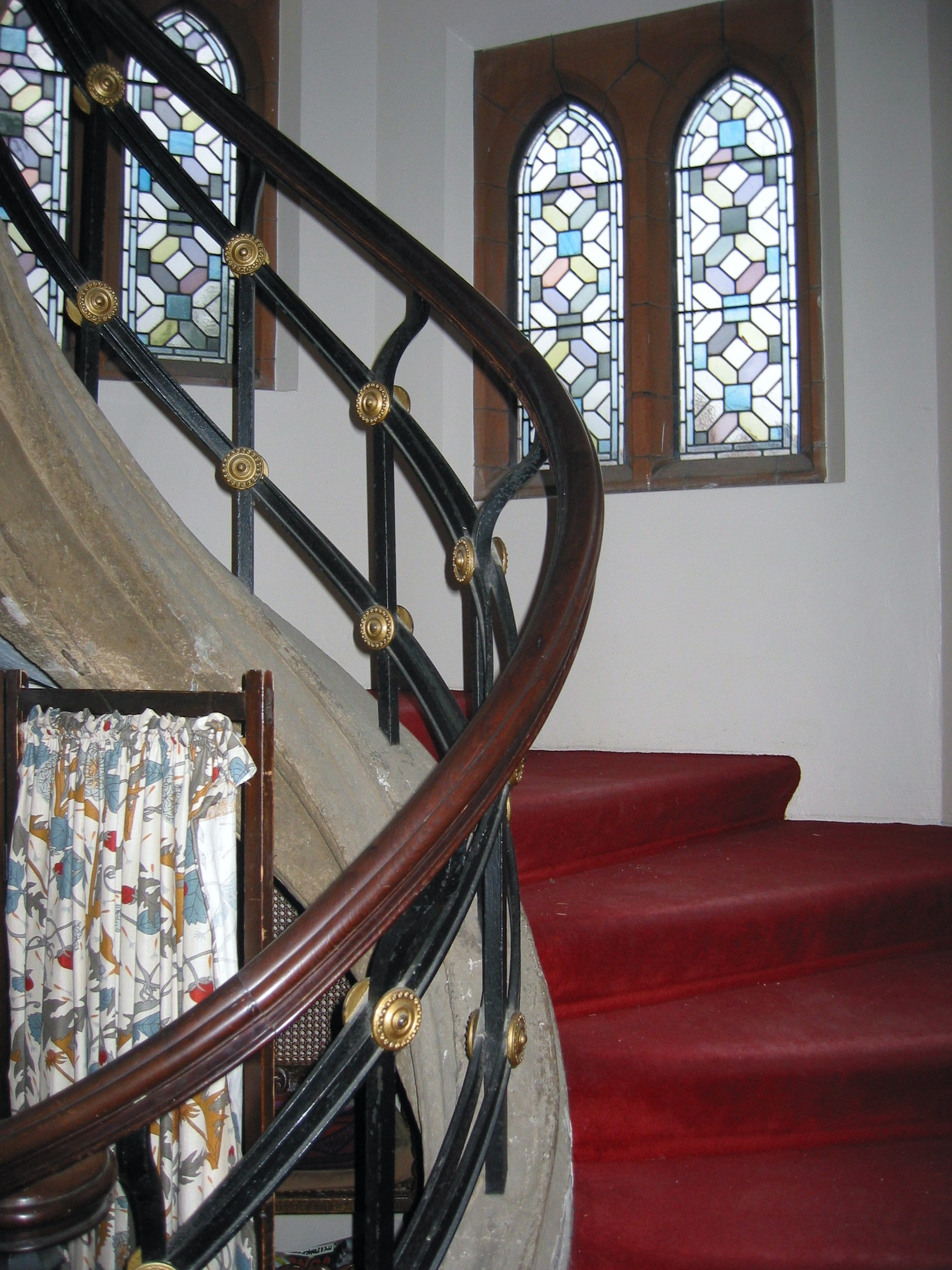

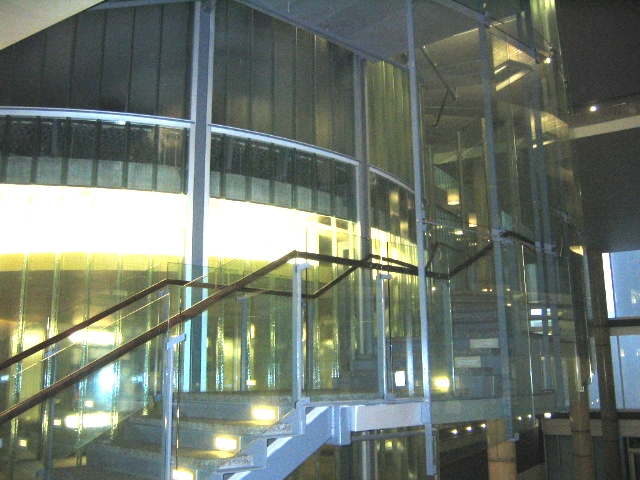

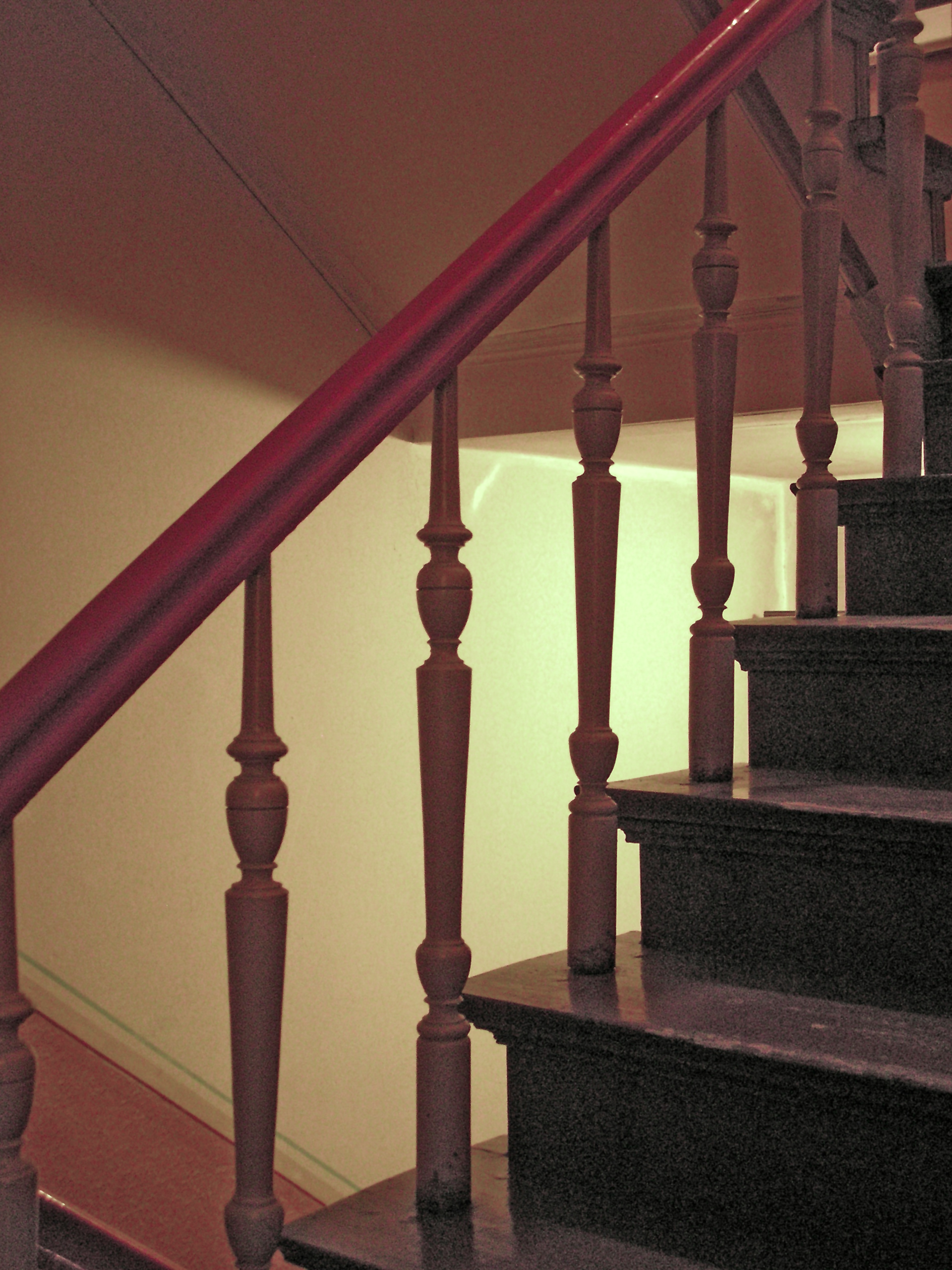

Пери́ла (би́льця, пору́ччя, по́ручні) — конструкція на сходах, балконах тощо у вигляді вертикальних елементів з поручнем вгорі, висотою на пів зросту людини.

## Призначення
Основне призначення перил — забезпечити точку опори при ходьбі вздовж конструкції для літніх людей, а також людей, які мають захворювання опорно-рухомого апарату і запобігти падінню людини за периметр конструкції. Перила складаються із стійок, поручня (забезпечує точку опори), і заповнення (декоративно-художня функція).

## Матеріал та різновиди
Перила виготовляють з дерева, металу і пластика.
- Дерев'яні поручні найчастіше застосовуються в інтер'єрі (на сходах), рідше в екстер'єрі будинків, в садах і парках. Але цей матеріал за своєю природою швидко зношується, втрачає вигляд і міцність при використанні на відкритому повітрі.

- Металеві перила виготовляються з кованих деталей або нержавіючої сталі. Часто застосовуються для конструкцій на відкритому повітрі, тому добре переносять атмосферні умови, а також в інтер'єрі, за їх художній привабливий вигляд.

- Пластикові перила застосовуються в екстер'єрі. Виробництво поручнів ведеться в заводських умовах, що дозволяє отримувати стандартизовану продукцію у великому обсязі. Пластикові перила відмінно підходять для використання при обробці як житлових будинків, так і будь-яких інших будівель, де необхідний великий обсяг типових виробів.